# Relaciones Costa Rica-Seychelles
Las relaciones Costa Rica-Seychelles se refieren a las relaciones internacionales que existen entre Costa Rica y Seychelles.

## Historia
En diciembre de 2000 se otorgó el exquátur de estilo al Jean Zambeaux como Cónsul honorario de la República de las Seychelles en Costa Rica.

## Relaciones diplomáticas
- Seychelles tiene una oficina consular en San José.[2]